# Tanypus
Tanypus is een muggengeslacht uit de familie van de Dansmuggen (Chironomidae).

## Soorten
- T. carinatus Sublette, 1964
- T. clavatus Beck, 1962
- T. concavus Roback, 1971
- T. grodhausi Sublette, 1964
- T. imperialis Sublette, 1964
- T. kraatzi (Kieffer, 1912)
- T. neopunctipennis Sublette, 1964
- T. nubifer Coquillett, 1905
- T. parastellatus Sublette, 1964
- T. pubitarsis Zetterstedt, 1850
- T. punctipennis Meigen, 1818
- T. stellatus Coquillett, 1902
- T. telus Roback, 1971
- T. tibialis Say, 1823
- T. vilipennis (Kieffer, 1918)